# Madonna col Bambino (Cima da Conegliano Los Angeles)
La Madonna col Bambino del Los Angeles County Museum of Art è un dipinto ad olio su tavola (73x59 cm) di Cima da Conegliano, databile 1496-1499.
In generale le opere di Cima da Conegliano sono uniche, in questo caso particolare invece l'artista ha dipinto usando un medesimo cartone: esistono almeno cinque versioni di questa composizione.

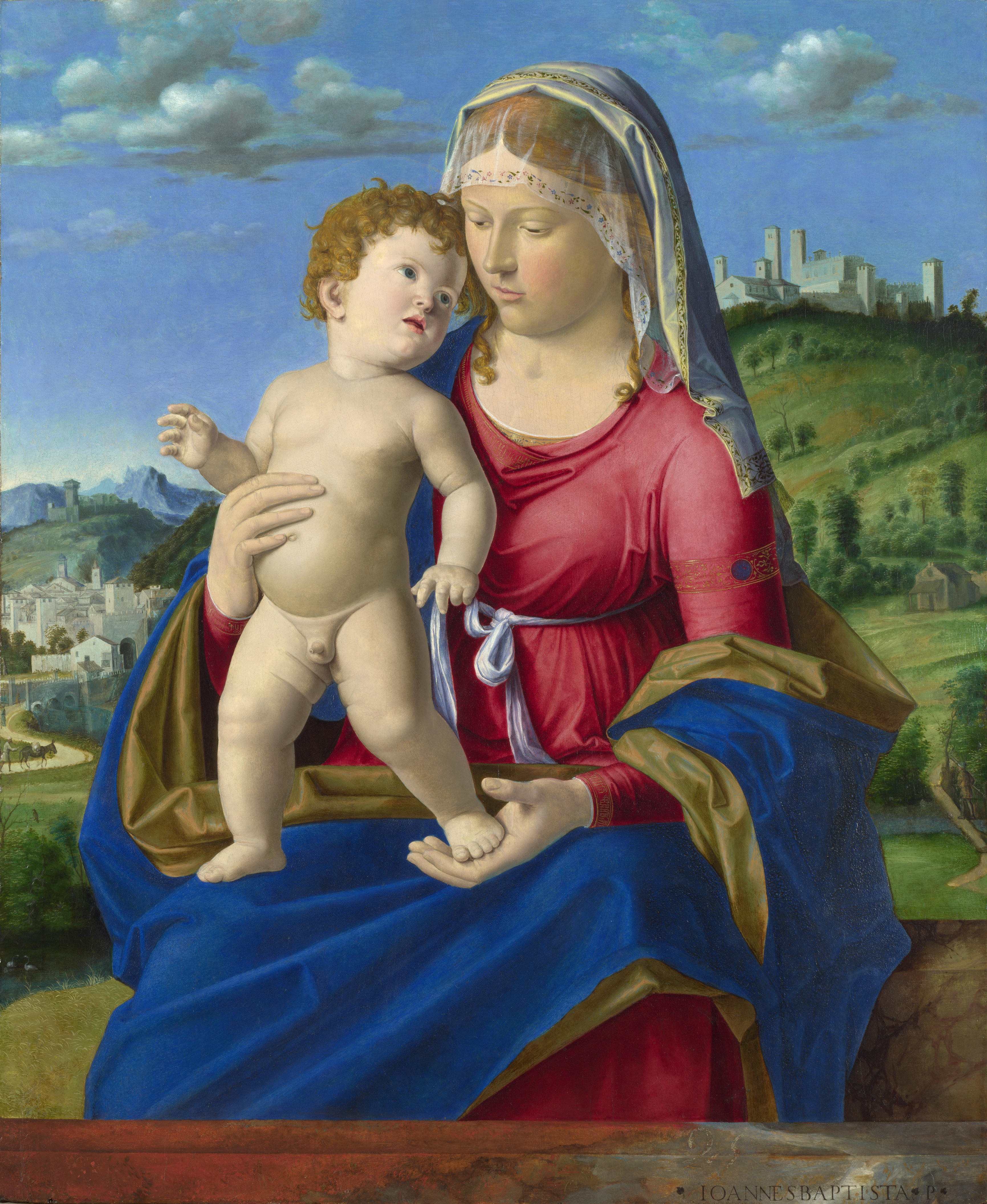
National Gallery di Londra
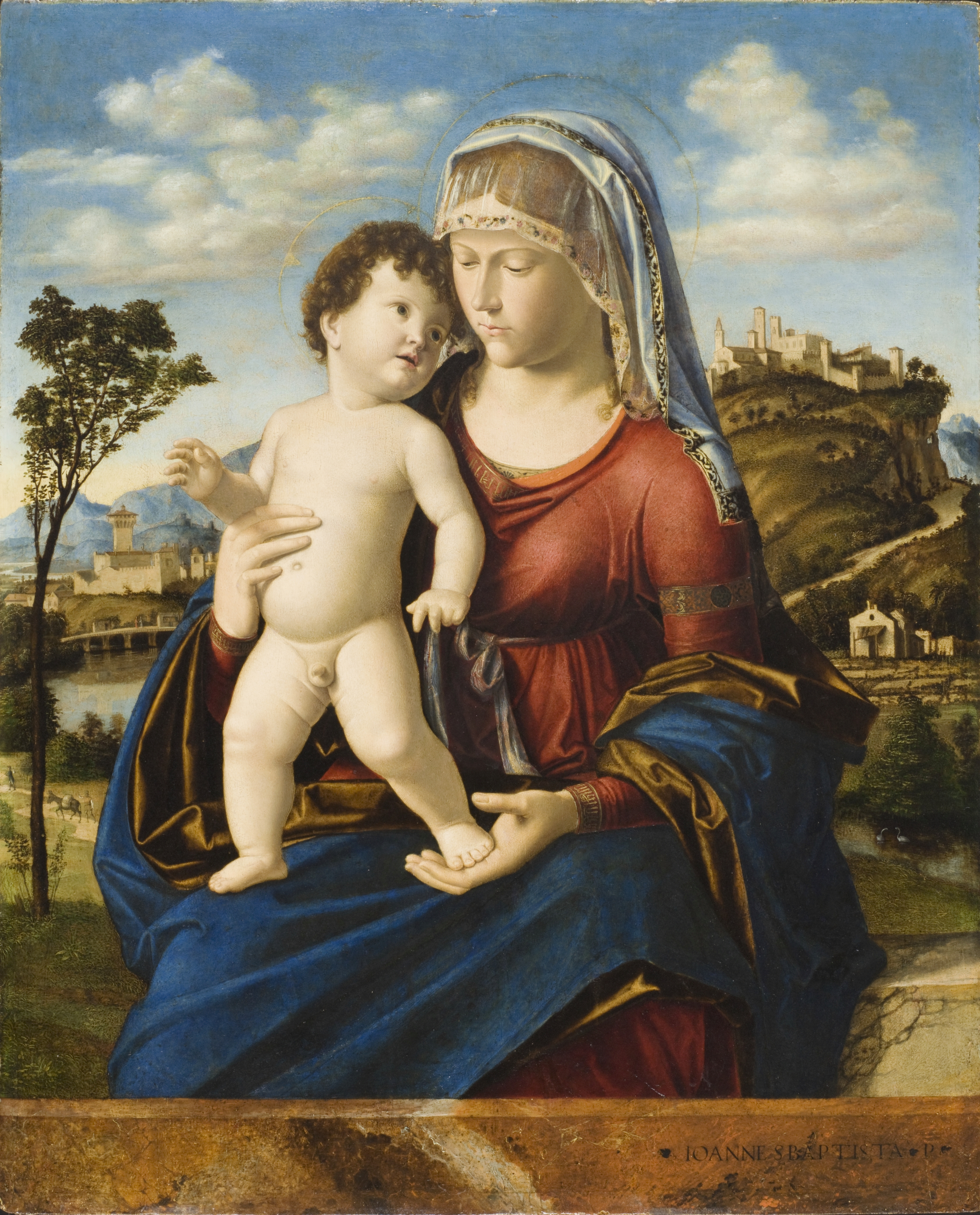
Los Angeles County Museum of Art
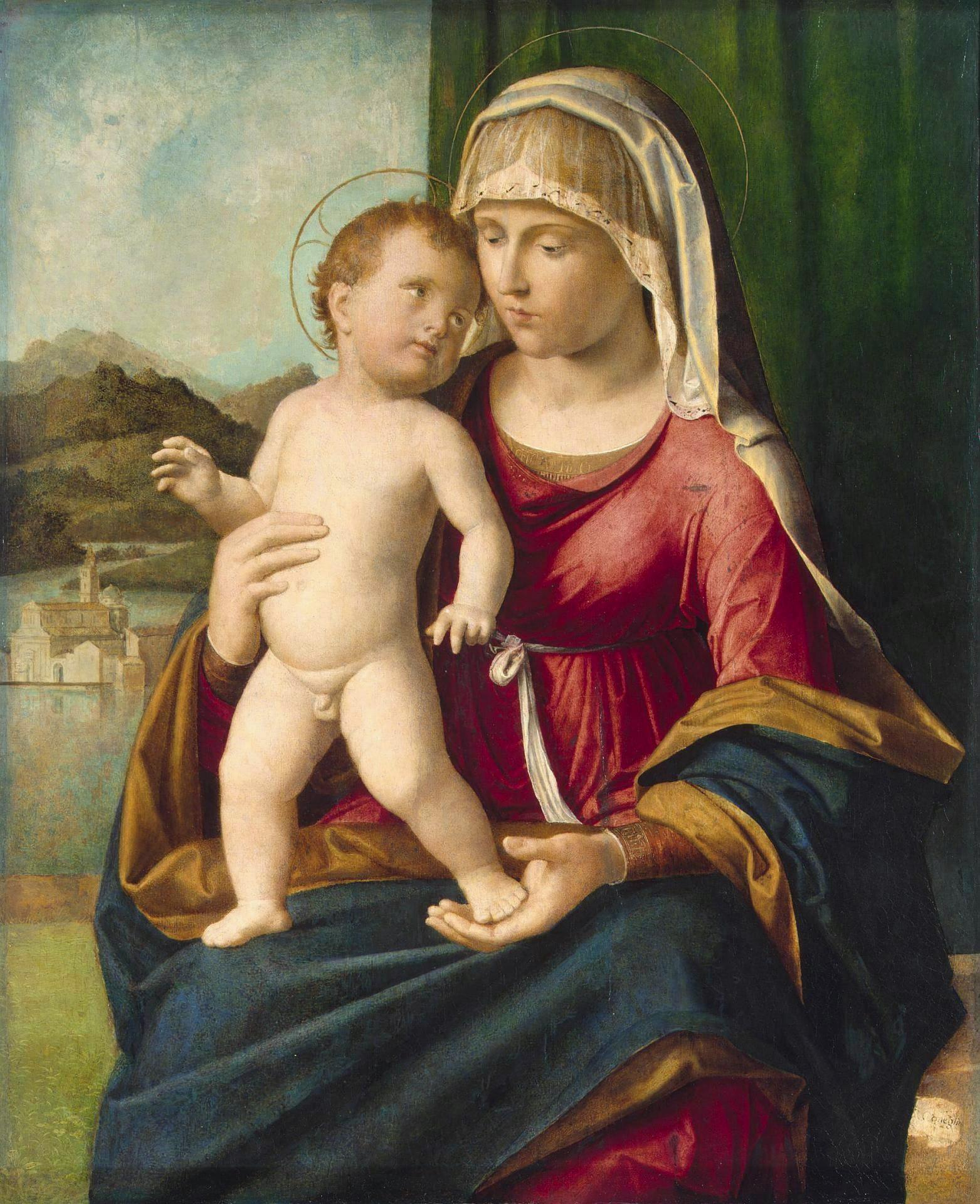
Museo dell'Ermitage di San Pietroburgo
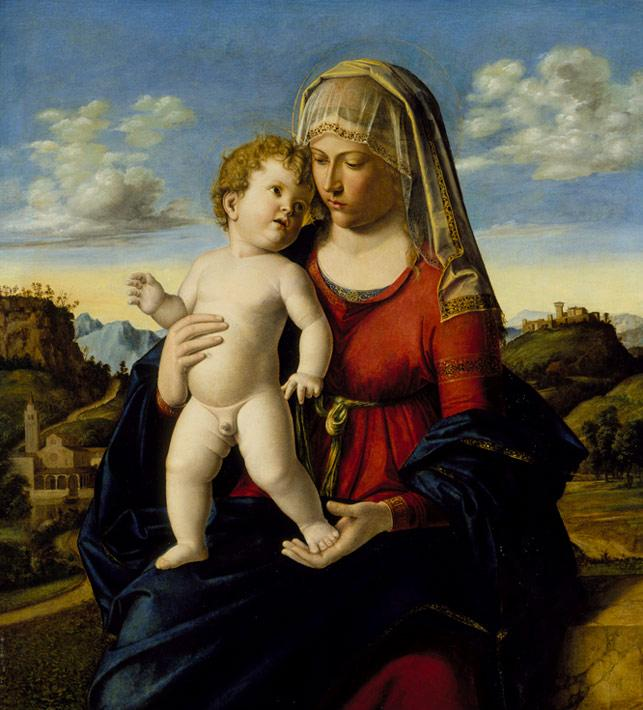
North Carolina Museum of Art
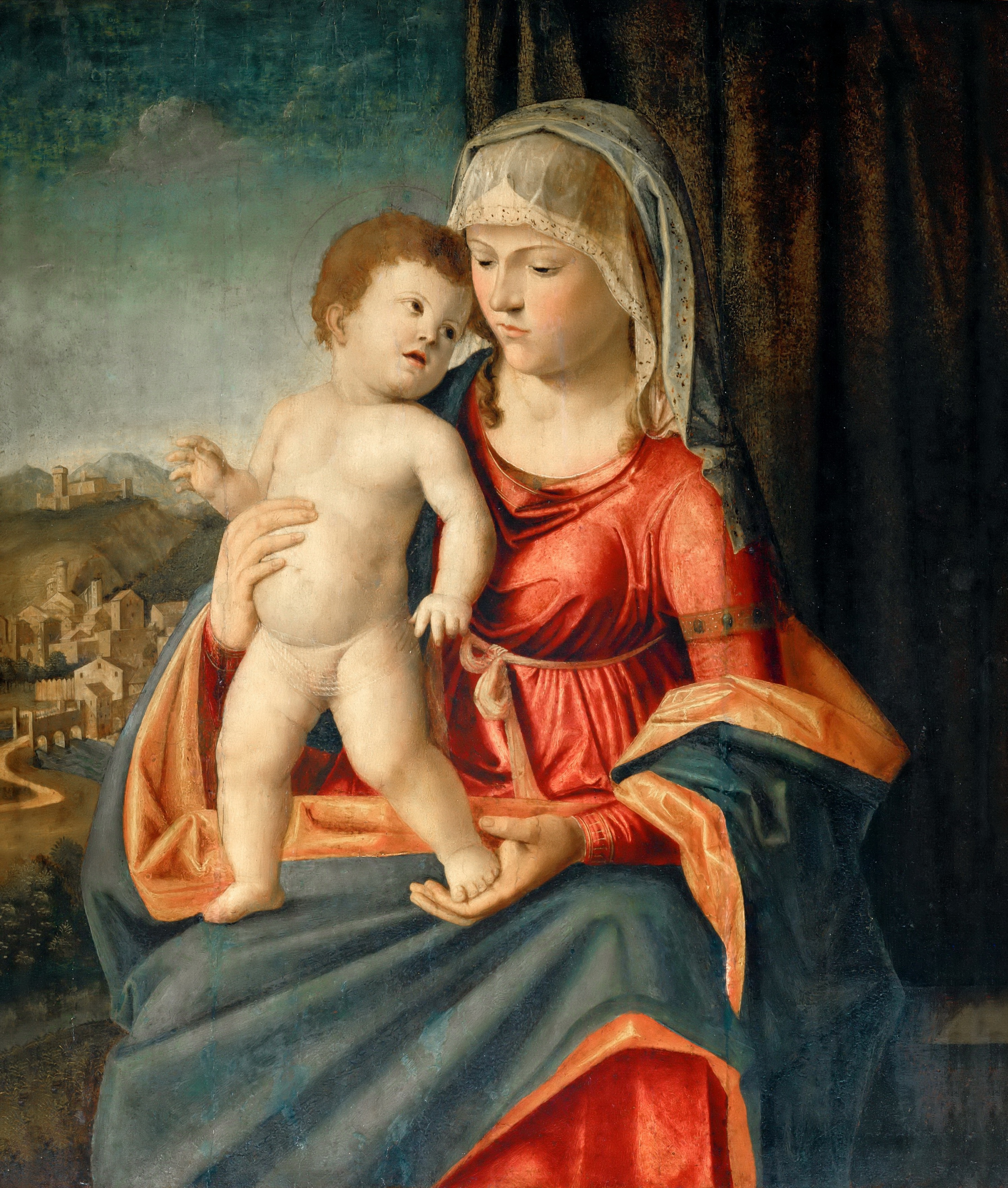
Museo del Louvre